# Závod vlčat a světlušek
Závod vlčat a světlušek o putovní totem náčelníka a putovní vlajku náčelní je akce, kterou pravidelně, každé dva roky pořádá Junák - český skaut. Jednou za dva roky se sjíždí 28 chlapeckých a dívčích vlčácko/světluškovský družin, tedy asi 200 závodících dětí ve věku od 8 do 11 let ze všech krajů České republiky, aby porovnaly své schopnosti, dovednosti a znalosti v široké škále disciplín. Již od svých vítězství v krajských kolech družiny plní celou řadu úkolů, které se promítají do konečného pořadí. 
Závod se koná ve třech kolech. Nejdříve se koná okresní kolo (do poloviny května), následují krajská kola (nejpozději předposlední červnový víkend) a finální celostátní kolo v září daného roku, kde se sejdou nejúspěšnější hlídky z celé republiky.  Hlavním cílem Závodu vlčat a světlušek není nalezení nejlepšího oddílu, hlídky nebo nejschopnějšího vedoucího, ale setkávání vlčat a světlušek, zážitek účasti na celodenní akci se symbolickým rámcem a možnost vyzkoušet si schopnost poradit si v situacích potřebných pro život v dnešním světě.
V roce, ve kterém se nekoná Závod vlčat a světlušek, se koná Svojsíkův závod, toho se účastní skauti a skautky ve věku od 11 do 16 let.

## Historie Závodu vlčat a světlušek
První ročník se konal v roce 1992, od té doby se s (výjimkou v roce 2020) koná každé dva roky.
- 1992 Potštejn
- 1994 Hrachov u Příbrami
- 1996 Doksy
- 1998 Tišnov
- 2000 Albrechtičky u Studénky
- 2002 Benátky nad Jizerou
- 2004 Brno
- 2006 Letohrad
- 2008 Olomouc – Radíkov [2][3][4][5][6]
- 2010 Děčín [7][8][9]
- 2012 Litvínov
- 2014 Kutná Hora [10][11][12]
- 2016 Nové Město nad Metují [13][14][15]
- 2018 Kostelec nad Černými lesy [16]
- 2020 kvůli pandemii nemoci Covid-19 na území České republiky se závod nekonal (posunut o rok)[17]
- 2021 kvůli pandemii nemoci Covid-19 na území České republiky se závod nekonal (posunut o rok[18]
- 2022 Konopiště, Benešov
- 2024 Praha – Královská obora Stromovka